# 扎里茨克
50°36′39″N 25°55′25″E / 50.61083°N 25.92361°E
扎里茨克（烏克蘭語：Заріцьк），是烏克蘭西北部里夫内州里夫内区佳季科维奇市镇的村落。始建於1151年，面積1.15平方公里，海拔高度188米，2001年人口377，人口密度每平方公里327.8人。